# Эйсебио
Эузе́биу да Си́лва Ферре́йра (порт. Eusébio da Silva Ferreira; португальское произношение: [ewˈzɛβju ðɐ ˈsiɫvɐ fɨˈʁɐjɾɐ]; 25 января 1942, Лоренсу-Маркиш — 5 января 2014, Лиссабон), более известный как просто Эузе́биу (в советских и российских СМИ устоялось написание Эйсе́био) — португальский футболист мозамбикского происхождения, нападающий. Первый великий футболист — выходец из Африки. Известен своими выступлениями за лиссабонскую «Бенфику» и сборную Португалии. В составе «Бенфики» сыграл 715 матчей (включая товарищеские) и забил 727 голов. За сборную Португалии сыграл 64 матча и забил 41 гол.
Бронзовый призёр чемпионата мира 1966 года. Одиннадцатикратный чемпион Португалии, пятикратный обладатель Кубка Португалии, обладатель Кубка европейских чемпионов сезона 1961/62, чемпион Североамериканской футбольной лиги.
Лучший футболист Португалии за период 1954—2003 годов, лучший футболист Европы 1965 года, двукратный лучший футболист Португалии (является первым обладателем), лучший бомбардир чемпионата мира 1966 года, семикратный лучший бомбардир чемпионата Португалии, трёхкратный лучший бомбардир Кубка европейских чемпионов, двукратный обладатель «Золотой бутсы» (является первым её обладателем). Девятое место в списке лучших футболистов XX века по версии МФФИИС, шестое место в списке лучших футболистов Европы XX века по версии МФФИИС, десятое место в списке величайших футболистов XX века по версии World Soccer, входит в список 100 величайших футболистов XX века по версии Placar и в список 50 величайших футболистов XX века по версии Guerin' Sportivo и Planète Foot, входит в список ФИФА 100, занимает второе место в списке лучших бомбардиров чемпионата Португалии за все времена, член символической сборной чемпионата мира 1966 года.

## Биография
Эйсебио да Силва Феррейра родился 25 января 1942 года в Мафалале — пригороде столицы Португальской Восточной Африки Лоренсу-Маркиша в семье работника железной дороги белого ангольца Лауриндо Антонио да Силва Феррейра из Маланже и мозамбикской негритянки Элизы Аниссабени. Эйсебио был четвёртым ребёнком в семье. В шесть лет он пошёл в школу, однако учёба не вызывала у мальчика интереса, зато уже тогда будущий знаменитый форвард тяготел к футболу. Когда Эйсебио было восемь лет, отец семейства умер от столбняка.

### Карьера

#### Первые годы
Свои первые шаги в футболе Эйсебио сделал ещё в совсем раннем возрасте, когда они с друзьями играли мячом, сделанным из носков, набитых смятыми газетами. В возрасте 11 лет Эйсебио вместе с друзьями создал команду под названием «Бразильцы» (порт. Os brasileiros), в которой все участники выступали под именами знаменитых бразильских игроков тех лет. После чемпионата мира 1958 года Эйсебио получил прозвище «Пеле». В это время он и несколько его друзей пытались пробиться в состав местного клуба «Дешпортиву», который служил фарм-клубом «Бенфики», однако обе попытки молодого Эйсебио не привели к успеху. После этого друг его старших братьев — Илариу, будущий защитник сборной Португалии, пригласил Эйсебио в фарм-клуб главного конкурента «Бенфики» — лиссабонского «Спортинга». В местном «Спортинге» Эйсебио, несмотря на то что был моложе всех игроков в команде, быстро стал одним из лучших бомбардиров.
Во время его выступлений за «Спортинг» в Мозамбике команда совершила тур по острову Маврикий, после которого Эйсебио заинтересовались в «Порту». Но вскоре в Мозамбик приехала бразильская команда «Ферровиария» под руководством бывшего игрока сборной Бразилии Жозе Карлоса Бауэра. Именно он приметил Эйсебио и порекомендовал его главному тренеру «Бенфики» Беле Гуттманну. Тот вскоре лично прилетел в Лоренсу-Маркиш, чтобы оценить талант молодого игрока. По слухам, Бауэр изначально хотел пристроить Эйсебио в «Сан-Паулу», но руководство бразильского клуба ответило ему отказом.

#### «Бенфика»
В 1961 году одарённого юношу заметили селекционеры из футбольного клуба «Бенфика», и летом того же года он перебрался в Португалию, где вскоре привлёк к себе внимание и уже в 19 лет стал играть за сборную страны.
«Бенфика» с приходом Эйсебио сразу стала одним из лидеров европейского футбола. В сезоне 1960/1961 гг. «Бенфика» прервала гегемонию мадридского «Реала» в Кубке европейских чемпионов и завоевала кубок (впрочем, в том розыгрыше, в отличие от последующих, Эйсебио не играл). В следующем году «Бенфика» повторила свой успех.
После ЧМ-1966 карьера Эйсебио пошла на спад. В этот период сборная Португалии начала быстро терять свой престиж, не попав при нём ни на один крупный турнир. Теряла свои позиции и «Бенфика», особенно с расцветом в 1970-е годы голландских клубов.
В чемпионате Португалии Эйсебио забил 319 голов. На закате своей карьеры он, как и множество других звёзд того времени, играл в Североамериканской футбольной лиге (NASL). После этого устроился на административную должность в «Бенфику». Рядом со стадионом клуба ему установлен памятник.

### Международная карьера
С 1961 по 1973 год Эйсебио выступал за сборную Португалии, проведя 64 матча (6 в финальной стадии чемпионата мира, 18 в отборочном турнире к чемпионату мира, 14 в отборочном турнире к чемпионату Европы и 26 товарищеских) и забив 41 гол (9 в финальной стадии чемпионата мира, 12 в отборочном турнире к чемпионату мира, 5 в отборочном турнире к чемпионату Европы и 15 в товарищеских матчах). Из этих 64 игр сборная выиграла 33, 12 свела вничью и 19 проиграла. Долгое время был рекордсменом сборной Португалии по количеству забитых голов, однако 12 октября 2005 года его рекорд был побит Педру Паулетой.

#### Первые годы в национальной команде
В составе сборной Португалии Эйсебио дебютировал 8 октября 1961 года в отборочном матче чемпионата мира 1962 года со сборной Люксембурга, завершившимся сенсационным поражением португальцев со счётом 2:4, однако сам Эйсебио забил первый гол своей сборной.

#### Чемпионат мира 1966
Пропустив чемпионат мира 1962 года и чемпионат Европы 1964 года, Эйсебио наверстал упущенное на чемпионате мира в Англии. В отборочном турнире он сыграл во всех шести матчах и забил семь голов, включая решающие голы в ворота сборной Турции, сборной Чехословакии и сборной Румынии. В финальном турнире Эйсебио также сыграл во всех шести матчах и забил девять голов, став лучшим бомбардиром турнира. В первом матче со сборной Венгрии он не смог отличиться, но сборная Португалии выиграла со счётом 3:1 благодаря голу Жозе Торриша и дублю Жозе Аугушту. Во втором матче со сборной Болгарии Эйсебио удалось забить один гол, а сборная Португалии выиграла со счётом 3:0. В третьем и последнем матче группового этапа португальцы обыграли действующих чемпионов мира бразильцев во главе с Пеле и Жаирзиньо со счётом 3:1, а Эйсебио отличился двумя голами. В четвертьфинале сборную Португалии ждала сборная КНДР, выбившая из розыгрыша двукратных чемпионов мира итальянцев. К 25-й минуте матча корейцы вели со счётом 3:0, но португальцы смогли переломить ход матча и заиграли необычайно мощно, Эйсебио забил два гола с игры, ещё два раза заработал и сам же реализовал пенальти, сборная Португалии выиграла со счётом 5:3 и прошла в полуфинал. На следующий день одна из английских газет вышла с заголовком: «Эйсебио — КНДР — 5-3». В полуфинале португальцев ждали хозяева чемпионата англичане. Матч, который стал настоящим украшением чемпионата, англичане выиграли со счётом 2:1 благодаря двум голам Бобби Чарльтона, а португальцев не спас даже единственный гол Эйсебио с пенальти. В матче за третье место португальцы обыграли сборную СССР со счётом 2:1 и стали бронзовыми призёрами чемпионата, причём сам Эйсебио забил первый гол своей сборной с пенальти. Во многом благодаря Эйсебио Португалия достигла наивысшего результата в своей истории — третьего места на чемпионате мира. В следующий раз она смогла приблизиться к этому результату только спустя 40 лет под руководством Луиса Фелипе Сколари на чемпионате мира 2006 года, заняв четвёртое место.

#### После чемпионата мира

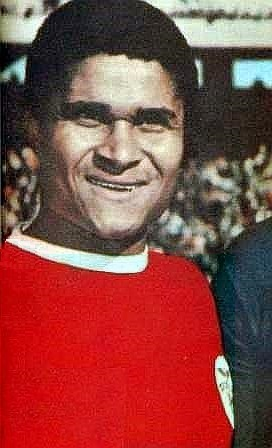
Эйсебио в 1968 году

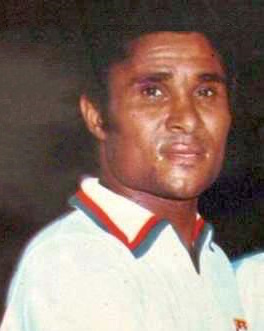
Эйсебио после матча со сборной Аргентины 29 июня 1972 года.

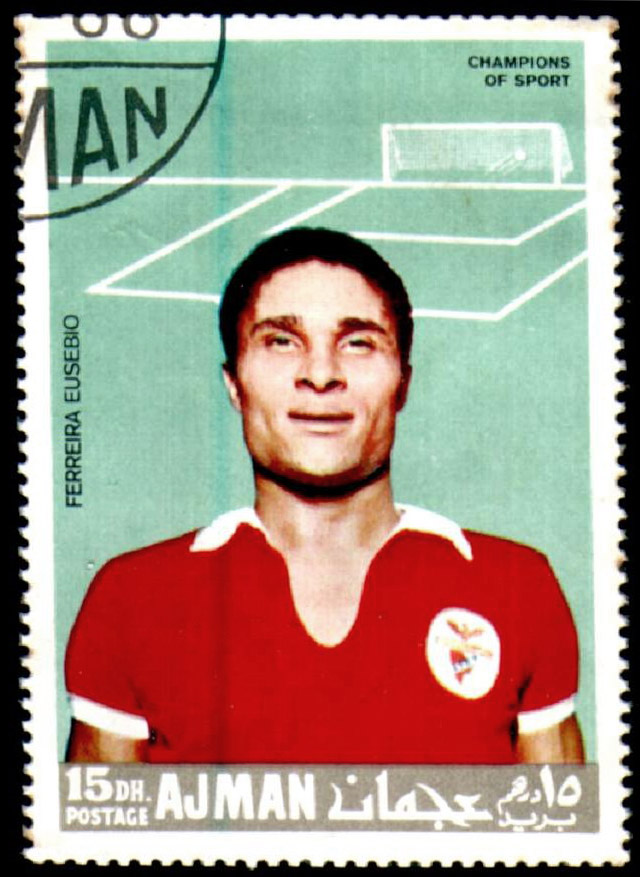
Марка с изображением Эйсебио, 1968 год

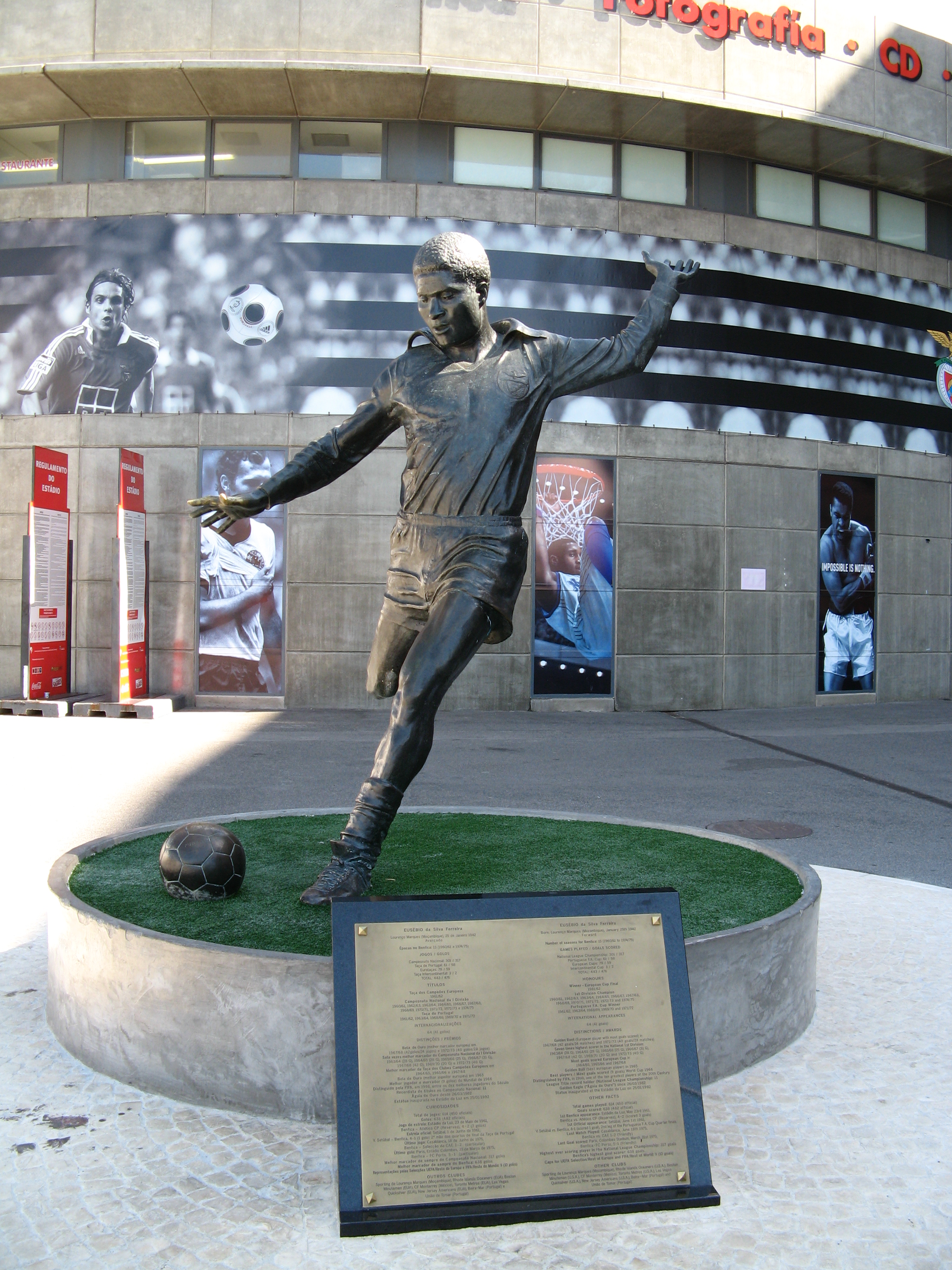
Памятник Эйсебио у стадиона «Эштадиу да Луш» — домашней арены «Бенфики».

Сразу после окончания успешного чемпионата мира наступил период отборочных игр к чемпионату Европы 1968 года, в которых Португалия попала в одну группу со сборными Швеции, Болгарии и Норвегии. Эйсебио принял участие во всех шести матчах и забил два гола, но в целом португальцы выступили крайне неудачно, сумев победить только норвежцев и пропустив на первое место сборную Болгарии. Таким образом, Эйсебио пропустил уже второй чемпионат Европы.
В 1968 году стартовал отборочный турнир к чемпионату мира 1970 года, португальцы попали в одну группу со сборными Румынии, Греции и Швейцарии. Эйсебио сыграл во всех шести матчах и забил три гола, однако португальцы полностью провалили отбор, заняв последнее место в группе; им удалось одержать лишь одну победу — над румынами. Именно в этом отборочном цикле Эйсебио впервые вышел на поле с капитанской повязкой, это случилось 4 мая 1969 года в матче с греками, к концу второго тайма португальцы проигрывали на своём поле со счётом 0:2, и именно гол Эйсебио помог им переломить ход матча и вырвать ничью.

#### Последние годы в национальной команде
В 1970 году начался отборочный цикл к чемпионату Европы 1972 года. Португальцев определили в одну группу с бельгийцами, шотландцами и датчанами. Эйсебио сыграл во всех шести матчах и отметился двумя забитыми мячами, но португальцам вновь не повезло, они заняли лишь второе место, отстав от бельгийцев всего на 2 очка. Пожалуй, единственным, чем этот отборочный цикл запомнился для Эйсебио, стало его назначение капитаном в национальной команде.
В 1972 году Эйсебио в ранге капитана повёз свою сборную в Бразилию на турнир, посвящённый 150-летию независимости Бразилии. Отыграв во всех восьми матчах и забив четыре гола, Эйсебио вывел свою сборную в финал, где их поджидали хозяева турнира, которые на тот момент были ещё и действующими чемпионами мира. В составе бразильцев уже не было Пеле, но были блистательные Жаирзиньо, Тостао и Ривелино. Именно Жаирзиньо стал автором гола на 89-й минуте финала, который и стал единственным победным для его сборной.
В том же 1972 году стартовали отборочные игры к чемпионату мира 1974 года, последние в карьере Эйсебио. Португальцы вновь не смогли выйти из не самой сложной группы, где их соперниками были сборные Болгарии, Северной Ирландии и Кипра, а сам Эйсебио отыграл только в четырёх матчах и забил один гол. 13 октября 1973 года сборная Португалии принимала сборную Болгарии на родном для Эйсебио «Эштадиу да Луш». Португальцам для выхода в финальную стадию нужна была только победа, но уже на 28-й минуте матча Эйсебио пришлось покинуть поле из-за травмы. В оставшееся время португальцы не смогли ничего сделать и сыграли матч вничью 2:2 — это означало, что они пропускают очередной чемпионат мира. Те 28 минут до получения травмы стали для Эйсебио последними в майке национальной сборной: после очередного пропущенного чемпионата он принял решение больше не выступать за сборную. Так завершилась карьера в португальской сборной футболиста, с которым связаны самые главные её достижения тех лет.

### После завершения карьеры игрока
По окончании карьеры игрока Эйсебио не стал отдаляться от футбола. Некоторое время работал тренером различных молодёжных составов «Бенфики», одним из его воспитанников является знаменитый полузащитник сборной Португалии Руй Кошта. После тренерской деятельности Эйсебио переключился на административную. Он стал представителем «Бенфики» и всего португальского футбола на различных мероприятиях. Завершив карьеру как игрок, Эйсебио не утратил своей популярности; в частности, Влодзимеж Смолярек, бывший нападающий сборной Польши, бронзовый призёр чемпионата мира 1982 года, назвал в 1981 году своего сына (который также стал выдающимся футболистом и выступал за сборную Польши) Эузебиушем в честь легендарного форварда.
25 января 1992 года в честь 50-летнего юбилея Эйсебио у стадиона «Бенфики» «Эштадиу да Луш» был открыт памятник легендарному футболисту.
В августе 2003 года на церемонии награждений УЕФА Эйсебио вручил «золотую бутсу» лучшему европейскому бомбардиру того сезона нидерландцу Рою Макаю.
23 апреля 2007 года Эйсебио перенёс операцию на сонной артерии. Хирургическое вмешательство, проведённое с целью разблокировать артерию, по которой кровь поступает к головному мозгу, и тем самым снизить риск инсульта, прошло успешно.
В 2007 году Эйсебио принял участие в церемонии открытия нового тренировочного комплекса таллинской «Левадии».
В августе 2009 года на официальной церемонии награждения Эйсебио вручил награду Криштиану Роналду как лучшему игроку прошлого клубного сезона.
В 2009 году Эйсебио, Селестин Бабаяро, Рабах Маджер и Хани Рамзи стали официальным послами трофи-тура Лиги чемпионов УЕФА в Африке. Эйсебио вместе с Шоном Бартлеттом и Лукасом Радебе представлял трофей в двух городах Южно-Африканской Республики — Кейптауне и Йоханнесбурге. В следующем году Эйсебио вместе с Зико и Эдгаром Давидсом был избран официальным послом трофи-тура Лиги чемпионов УЕФА по Соединённым Штатам Америки.
23 февраля 2010 года перед домашним матчем «Бенфики» в Лиге Европы УЕФА с берлинской «Гертой» глава европейского футбольного союза Мишель Платини вручил престижную Награду президента УЕФА за 2009 год легендарному нападающему Эйсебио.

Славная «Бенфика» образца начала 60-х была единственной командой, которая могла соответствовать уровню мадридского «Реала». В той команде был свой герой, его звали Эйсебио. Он приехал из Мозамбика и стал известен под прозвищем «Чёрная пантера». Всемирная слава Эйсебио берёт начало в мае 1962 года, с финала Кубка европейских чемпионов против «Реала», Эйсебио забил два мяча и показал превосходную игру, проявив таланты, которые сделали его популярными, — удивительную скорость и мощный удар— Мишель Платини

Носить форму клуба, в котором играл такой восхитительный футболист, как Эйсебио, — большая честь, он заслужил эту награду, поскольку был одним из величайших футболистов всех времён— Луизао

Мы все чувствуем гордость, представляя клуб, за который выступали такие великолепные футболисты прошлых лет, как Эйсебио— Хавьер Савиола
6 мая 2007 года Эйсебио вручил главный приз сербскому теннисисту Новаку Джоковичу за победу в открытом чемпионате Эшторила.
27 марта 2010 года в перерыве матча чемпионата Португалии между «Бенфикой» и «Брагой» Эйсебио проводил жеребьёвку финальной стадии Кубка УЕФА по футзалу.
21 декабря 2011 года Эйсебио госпитализировали с подозрением на пневмонию. Когда диагноз подтвердился, экс-футболист был направлен в отделение интенсивной терапии. 31 декабря его выписали из клиники. Но уже 4 января португалец вновь оказался в больничной палате из-за сильных болей в шее, после чего вновь выписан. 20 февраля Эйсебио в третий раз за два месяца попал в больницу; причиной госпитализации стало высокое артериальное давление. 22 февраля его выписали. 24 июня, во время чемпионата Европы, в Польше Эйсебио в очередной раз госпитализировали.

### Стиль игры
Эйсебио был одним из самых опасных нападающих своей эпохи. Он был человеком-атакой, техничным, мощным и очень быстрым (пробегал 100 метров за 10,8 секунды), что позволяло ему пройти всю оборону соперника без помощи полузащитников. Благодаря точному и сильному удару Эйсебио забивал много голов прямыми ударами со штрафных и с пенальти. За 15 сезонов в «Бенфике» Эйсебио не забил всего три пенальти.

### Смерть и похороны
Эйсебио скончался в ночь на 5 января 2014 года на 72-м году жизни в результате острой сердечной недостаточности. Португальские власти объявили в стране трехдневный траур в связи с его смертью. На всех государственных учреждениях в стране были приспущены флаги. Были отменены различные увеселительные мероприятия, а телевидению и радиовещательным компаниям рекомендовали убрать из эфирной сетки развлекательные передачи.
Смерть Эйсебио прокомментировали многие политики, футболисты и тренеры как в Португалии, так и за рубежом. В частности, нападающий мадридского «Реала» Криштиану Роналду назвал Эйсебио вечно живым, а тренер лондонского «Челси» Жозе Моуринью — одним из величайших португальцев в истории футбола и одним из величайших футболистов в истории футбола. «Он на уровне Чарлтона или Пеле», — отметил Моуринью. «Футбол потерял легенду», — написал в Twitter президент ФИФА Зепп Блаттер. «Португалия сегодня лишилась одного из самых любимых своих сыновей — Эйсебио да Силва Феррейры. Страна скорбит о его смерти», — заявил тогдашний глава государства Анибал Каваку Силва. В Мозамбике, на родине футболиста, президент Жоаким Чиссано сказал, что лично он утратил друга. «Португальский футбол потерял одного из величайших своих кумиров, — продолжил Чиссано. — Футбол сближал Мозамбик и Португалию, и в Мозамбике все гордятся Эйсебио».

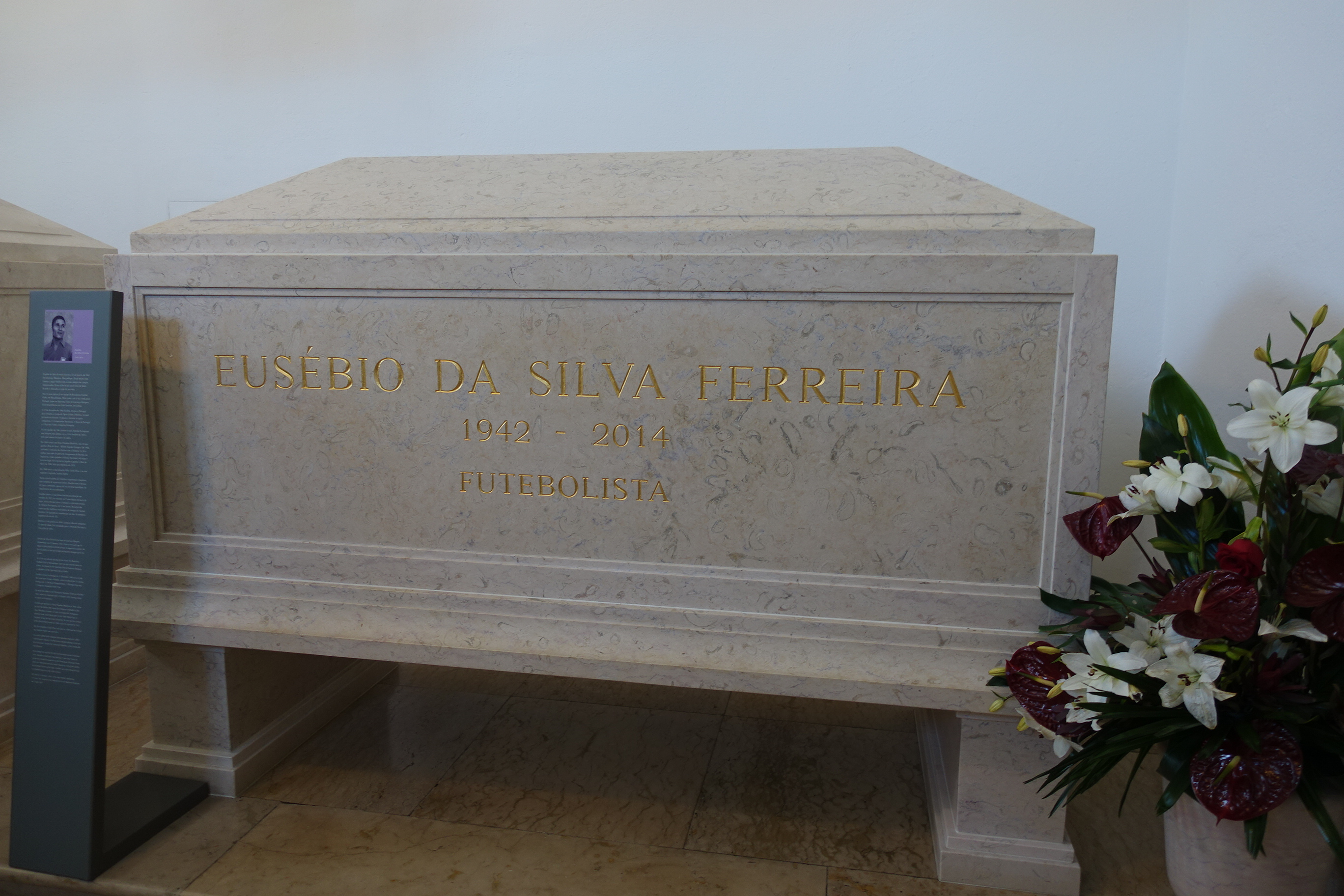
Могила Эйсебио в Национальном пантеоне Португалии

6 января процессия с гробом Эйсебио, драпированным в цвета флага клуба «Бенфика», проследовала по улицам столицы Португалии, после чего тело было выставлено на «Эштадиу да Луш», домашней арене родного клуба покойного. На стадионе гроб простоял всего пять минут, после чего его провезли по прощальному кругу, как завещал сам Эйсебио, вынесли и увезли на катафалке в церковь, где состоялось отпевание. Отдать последние почести футболисту пришли десятки тысяч людей. Эйсебио был похоронен в тот же день на кладбище Лумиар в Лиссабоне.
3 июля 2015 года, после единогласного одобрения парламентом Португалии, останки были перенесены в Национальный пантеон. Эйсебио стал первым футболистом, похороненным в Пантеоне.

## Достижения

### Командные
«Бенфика»
- Чемпион Португалии (11): 1960/61, 1962/63, 1963/64, 1964/65, 1966/67, 1967/68, 1968/69, 1970/71, 1971/72, 1972/73, 1974/75
- Обладатель Кубка Португалии (5): 1962, 1964, 1969, 1970, 1972
- Обладатель Кубка европейских чемпионов: 1961/62
- Финалист Кубка европейских чемпионов (3): 1962/63, 1964/65, 1967/68
- Финалист Межконтинентального кубка (2): 1961, 1962

«Торонто Метрос-Кроэйша»
- Чемпион Североамериканской футбольной лиги: 1976

Сборная Португалии
- Бронзовый призёр чемпионата мира: 1966

### Личные
- Обладатель «Золотого мяча» по версии France Football: 1965
- Обладатель «Серебряного мяча» по версии France Football (2): 1962, 1966
- Футболист года в Португалии (2): 1970, 1973
- Лучший бомбардир чемпионата мира: 1966
- Лучший бомбардир чемпионата Португалии (7): 1963/64, 1964/65, 1965/66, 1966/67, 1967/68, 1969/70, 1972/73
- Лучший бомбардир Кубка европейских чемпионов (3): 1964/65, 1965/66, 1967/68
- Обладатель «Золотой бутсы» (2): 1968, 1973
- Лучший бомбардир в истории «Бенфики»: 480 голов
- Рекордсмен сборной Португалии по количеству голов на чемпионатах мира: 9 голов
- 9-е место в списке лучших футболистов XX века по версии МФФИИС
- 6-е место в списке лучших футболистов Европы XX века по версии МФФИИС
- 10-е место в списке величайших футболистов XX века по версии World Soccer
- Лучший футболист Португалии за период 1954—2003 годов (юбилейный приз к 50-тилетию УЕФА)
- Входит в список ФИФА 100
- Обладатель португальского «Золотого мяча»: 1991
- Входит в символическую сборную чемпионата мира 1966 года
- Иностранный спортсмен года по версии BBC: 1966
- Обладатель премии Golden Foot: 2003 (в номинации «Легенды футбола»)
- Обладатель Награды президента УЕФА: 2009

### Награды
- Кавалер серебряной медали ордена Инфанта дона Энрике: 19 декабря 1966
- Кавалер Большой цепи Спортивных заслуг: 1981
- Кавалер Большой почётной цепи Спортивных заслуг: 1990
- Кавалер Большого Креста ордена Инфанта дона Энрике: 21 января 1992
- Кавалер Золотой медали Лиссабона: 1992
- Кавалер ордена Заслуг ФИФА: 1994
- Кавалер Большого креста ордена Заслуг: 5 июля 2004

## Статистика выступлений

### Обзор карьеры
| Команда                   | Период           | Официальные матчи | Официальные матчи |
| Команда                   | Период           | Игры              | Голы              |
| ------------------------- | ---------------- | ----------------- | ----------------- |
| Спортинг (Лоренсу-Маркиш) | 1960             | 25                | 39                |
| Бенфика                   | 1960—1975        | 450               | 480               |
| Бенфика (резерв)          | 1961—1964        | 5+                | 15+               |
| Бостон Минитмен           | 1975             | 8                 | 2                 |
| Монтеррей                 | 1975—1976        | 10                | 1                 |
| Торонто Метрос-Кроэйша    | 1976             | 25                | 18                |
| Бейра-Мар                 | 1976—1977        | 12                | 3                 |
| Лас-Вегас Квиксилверс     | 1977             | 17                | 2                 |
| Униан ди Томар            | 1977—1978        | 13                | 3                 |
| Родепорт Гилд             | 1978             | 1                 | 1                 |
| Морока Суоллоуз           | 1978             | 1                 | 0                 |
| Лузитану                  | 1978             | 1                 | 0                 |
| Нью-Джерси Американс      | 1978             | 9                 | 2                 |
| Португалия                | 1961—1973        | 64                | 41                |
| Португалия (арм.)         | 1964—1966        | 12                | 9                 |
| Сборная Лоренсу-Маркиша   | 1960             | 5                 | 8                 |
| Сборные ФИФА/УЕФА         | 1964—1973        | 5                 | 7                 |
| Всего за карьеру          | Всего за карьеру | 663+              | 631+              |

### Клубная карьера
| Клуб                      | Сезон            | Лига | Лига | Кубок Португалии | Кубок Португалии | Еврокубки | Еврокубки | Прочие | Прочие | Итого | Итого |
| Клуб                      | Сезон            | Игры | Голы | Игры             | Голы             | Игры      | Голы      | Игры   | Голы   | Игры  | Голы  |
| ------------------------- | ---------------- | ---- | ---- | ---------------- | ---------------- | --------- | --------- | ------ | ------ | ----- | ----- |
| Спортинг (Лоренсу-Маркиш) | 1960             | 18   | 35   | –                | –                | –         | –         | 7      | 4      | 25    | 39    |
| Спортинг (Лоренсу-Маркиш) | Итого            | 18   | 35   | 0                | 0                | 0         | 0         | 7      | 4      | 25    | 39    |
| Бенфика                   | 1960/61          | 1    | 1    | 1                | 1                | 0         | 0         | 0      | 0      | 2     | 2     |
| Бенфика                   | 1961/62          | 17   | 12   | 7                | 11               | 6         | 5         | 1      | 1      | 31    | 29    |
| Бенфика                   | 1962/63          | 24   | 23   | 6                | 8                | 7         | 6         | 3      | 1      | 40    | 38    |
| Бенфика                   | 1963/64          | 19   | 28   | 6                | 14               | 3         | 4         | 2      | 0      | 30    | 46    |
| Бенфика                   | 1964/65          | 20   | 28   | 7                | 11               | 9         | 9         | 2      | 4      | 38    | 52    |
| Бенфика                   | 1965/66          | 23   | 25   | 2                | 5                | 5         | 7         | 0      | 0      | 30    | 37    |
| Бенфика                   | 1966/67          | 26   | 31   | 3                | 7                | 4         | 4         | 0      | 0      | 33    | 42    |
| Бенфика                   | 1967/68          | 24   | 43   | 2                | 2                | 9         | 6         | 2      | 2      | 37    | 53    |
| Бенфика                   | 1968/69          | 21   | 10   | 9                | 18               | 5         | 1         | 0      | 0      | 35    | 29    |
| Бенфика                   | 1969/70          | 22   | 20   | 2                | 1                | 4         | 4         | 0      | 0      | 28    | 25    |
| Бенфика                   | 1970/71          | 22   | 19   | 7                | 9                | 3         | 7         | 0      | 0      | 32    | 35    |
| Бенфика                   | 1971/72          | 24   | 18   | 5                | 8                | 8         | 1         | 0      | 0      | 37    | 27    |
| Бенфика                   | 1972/73          | 28   | 40   | 1                | 0                | 4         | 2         | 2      | 2      | 35    | 44    |
| Бенфика                   | 1973/74          | 21   | 16   | 3                | 2                | 4         | 1         | 0      | 0      | 28    | 19    |
| Бенфика                   | 1974/75          | 9    | 2    | 0                | 0                | 4         | 0         | 1      | 0      | 14    | 2     |
| Бенфика                   | Итого            | 301  | 316  | 61               | 97               | 75        | 57        | 13     | 10     | 450   | 480   |
| Бостон Минитмен           | 1975             | 8    | 2    | –                | –                | –         | –         | 0      | 0      | 8     | 2     |
| Бостон Минитмен           | Итого            | 8    | 2    | 0                | 0                | 0         | 0         | 0      | 0      | 8     | 2     |
| Монтеррей                 | 1975/76          | 10   | 1    | –                | –                | –         | –         | 0      | 0      | 10    | 1     |
| Монтеррей                 | Итого            | 10   | 1    | 0                | 0                | 0         | 0         | 0      | 0      | 10    | 1     |
| Торонто Метрос-Кроэйша    | 1976             | 25   | 18   | –                | –                | –         | –         | 0      | 0      | 25    | 18    |
| Торонто Метрос-Кроэйша    | Итого            | 25   | 18   | 0                | 0                | 0         | 0         | 0      | 0      | 25    | 18    |
| Бейра-Мар                 | 1976/77          | 12   | 3    | 0                | 0                | 0         | 0         | 0      | 0      | 12    | 3     |
| Бейра-Мар                 | Итого            | 12   | 3    | 0                | 0                | 0         | 0         | 0      | 0      | 12    | 3     |
| Лас-Вегас Квиксилверс     | 1977             | 17   | 2    | –                | –                | –         | –         | 0      | 0      | 17    | 2     |
| Лас-Вегас Квиксилверс     | Итого            | 17   | 2    | 0                | 0                | 0         | 0         | 0      | 0      | 17    | 2     |
| Униан ди Томар            | 1977/78          | 13   | 3    | 0                | 0                | –         | –         | 0      | 0      | 13    | 3     |
| Униан ди Томар            | Итого            | 13   | 3    | 0                | 0                | 0         | 0         | 0      | 0      | 13    | 3     |
| Родепорт Гилд             | 1978             | 1    | 1    | –                | –                | –         | –         | 0      | 0      | 1     | 1     |
| Родепорт Гилд             | Итого            | 1    | 1    | 0                | 0                | 0         | 0         | 0      | 0      | 1     | 1     |
| Морока Суоллоуз           | 1978             | 1    | 0    | –                | –                | –         | –         | 0      | 0      | 1     | 0     |
| Морока Суоллоуз           | Итого            | 1    | 0    | 0                | 0                | 0         | 0         | 0      | 0      | 1     | 0     |
| Лузитану                  | 1978             | 1    | 0    | –                | –                | –         | –         | 0      | 0      | 1     | 0     |
| Лузитану                  | Итого            | 1    | 0    | 0                | 0                | 0         | 0         | 0      | 0      | 1     | 0     |
| Нью-Джерси Американс      | 1978             | 9    | 2    | –                | –                | –         | –         | 0      | 0      | 9     | 2     |
| Нью-Джерси Американс      | Итого            | 9    | 2    | 0                | 0                | 0         | 0         | 0      | 0      | 9     | 2     |
| Всего за карьеру          | Всего за карьеру | 416  | 383  | 61               | 97               | 75        | 57        | 20     | 14     | 572   | 551   |

### Выступления за сборную
| Матчи и голы Эйсебио за сборную Португалии | Матчи и голы Эйсебио за сборную Португалии | Матчи и голы Эйсебио за сборную Португалии | Матчи и голы Эйсебио за сборную Португалии | Матчи и голы Эйсебио за сборную Португалии | Матчи и голы Эйсебио за сборную Португалии | Матчи и голы Эйсебио за сборную Португалии |
| №                                          | Дата                                       | Место проведения                           | Оппонент                                   | Счёт                                       | Голы                                       | Турнир                                     |
| ------------------------------------------ | ------------------------------------------ | ------------------------------------------ | ------------------------------------------ | ------------------------------------------ | ------------------------------------------ | ------------------------------------------ |
| 1                                          | 8 октября 1961                             | Люксембург                                 | Люксембург                                 | 2:4                                        | 1                                          | Отборочный матч к ЧМ 1962                  |
| 2                                          | 25 октября 1961                            | Лондон                                     | Англия                                     | 0:2                                        | -                                          | Отборочный матч к ЧМ 1962                  |
| 3                                          | 6 мая 1962                                 | Сан-Паулу                                  | Бразилия                                   | 1:2                                        | -                                          | Товарищеский матч                          |
| 4                                          | 9 мая 1962                                 | Рио-де-Жанейро                             | Бразилия                                   | 0:1                                        | -                                          | Товарищеский матч                          |
| 5                                          | 17 мая 1962                                | Лиссабон                                   | Бельгия                                    | 1:2                                        | 1                                          | Товарищеский матч                          |
| 6                                          | 7 ноября 1962                              | София                                      | Болгария                                   | 1:3                                        | 1                                          | Отборочный матч к ЧЕ 1964                  |
| 7                                          | 16 декабря 1962                            | Лиссабон                                   | Болгария                                   | 3:1                                        | -                                          | Отборочный матч к ЧЕ 1964                  |
| 8                                          | 21 апреля 1963                             | Лиссабон                                   | Бразилия                                   | 1:0                                        | -                                          | Товарищеский матч                          |
| 9                                          | 29 апреля 1964                             | Цюрих                                      | Швейцария                                  | 3:2                                        | -                                          | Товарищеский матч                          |
| 10                                         | 3 мая 1964                                 | Брюссель                                   | Бельгия                                    | 2:1                                        | 1                                          | Товарищеский матч                          |
| 11                                         | 17 мая 1964                                | Лиссабон                                   | Англия                                     | 3:4                                        | 1                                          | Товарищеский матч                          |
| 12                                         | 31 мая 1964                                | Рио-де-Жанейро                             | Аргентина                                  | 0:2                                        | -                                          | Кубок наций                                |
| 13                                         | 4 июня 1964                                | Сан-Паулу                                  | Англия                                     | 1:1                                        | -                                          | Кубок наций                                |
| 14                                         | 15 ноября 1964                             | Порту                                      | Испания                                    | 2:1                                        | 2                                          | Товарищеский матч                          |
| 15                                         | 24 января 1965                             | Лиссабон                                   | Турция                                     | 5:1                                        | 3                                          | Отборочный матч к ЧМ 1966                  |
| 16                                         | 19 апреля 1965                             | Анкара                                     | Турция                                     | 1:0                                        | 1                                          | Отборочный матч к ЧМ 1966                  |
| 17                                         | 25 апреля 1965                             | Братислава                                 | Чехословакия                               | 1:0                                        | 1                                          | Отборочный матч к ЧМ 1966                  |
| 18                                         | 13 июня 1965                               | Лиссабон                                   | Румыния                                    | 2:1                                        | 2                                          | Отборочный матч к ЧМ 1966                  |
| 19                                         | 24 июня 1965                               | Порту                                      | Бразилия                                   | 0:0                                        | -                                          | Товарищеский матч                          |
| 20                                         | 31 октября 1965                            | Порту                                      | Чехословакия                               | 0:0                                        | -                                          | Отборочный матч к ЧМ 1966                  |
| 21                                         | 21 ноября 1965                             | Бухарест                                   | Румыния                                    | 0:2                                        | -                                          | Отборочный матч к ЧМ 1966                  |
| 22                                         | 12 июня 1966                               | Лиссабон                                   | Норвегия                                   | 4:0                                        | 2                                          | Товарищеский матч                          |
| 23                                         | 18 июня 1966                               | Глазго                                     | Шотландия                                  | 1:0                                        | -                                          | Товарищеский матч                          |
| 24                                         | 21 июня 1966                               | Эсбьерг                                    | Дания                                      | 3:1                                        | 1                                          | Товарищеский матч                          |
| 25                                         | 26 июня 1966                               | Лиссабон                                   | Уругвая                                    | 3:0                                        | -                                          | Товарищеский матч                          |
| 26                                         | 3 июля 1966                                | Порту                                      | Румыния                                    | 1:0                                        | -                                          | Товарищеский матч                          |
| 27                                         | 13 июля 1966                               | Манчестер                                  | Венгрия                                    | 3:1                                        | -                                          | Чемпионат мира 1966                        |
| 28                                         | 16 июля 1966                               | Манчестер                                  | Болгария                                   | 3:0                                        | 1                                          | Чемпионат мира 1966                        |
| 29                                         | 19 июля 1966                               | Ливерпуль                                  | Бразилия                                   | 3:1                                        | 2                                          | Чемпионат мира 1966                        |
| 30                                         | 23 июля 1966                               | Ливерпуль                                  | КНДР                                       | 5:3                                        | 4                                          | Чемпионат мира 1966                        |
| 31                                         | 26 июля 1966                               | Лондон                                     | Англия                                     | 1:2                                        | 1                                          | Чемпионат мира 1966                        |
| 32                                         | 28 июля 1966                               | Лондон                                     | СССР                                       | 2:1                                        | 1                                          | Чемпионат мира 1966                        |
| 33                                         | 13 ноября 1966                             | Лиссабон                                   | Швеция                                     | 1:2                                        | -                                          | Отборочный матч к ЧЕ 1968                  |
| 34                                         | 27 марта 1967                              | Рим                                        | Италия                                     | 1:1                                        | 1                                          | Товарищеский матч                          |
| 35                                         | 1 июня 1967                                | Стокгольм                                  | Швеция                                     | 1:1                                        | -                                          | Отборочный матч к ЧЕ 1968                  |
| 36                                         | 8 июня 1967                                | Осло                                       | Норвегия                                   | 2:1                                        | 2                                          | Отборочный матч к ЧЕ 1968                  |
| 37                                         | 12 ноября 1967                             | Лиссабон                                   | Норвегия                                   | 2:1                                        | -                                          | Отборочный матч к ЧЕ 1968                  |
| 38                                         | 26 ноября 1967                             | София                                      | Болгария                                   | 0:1                                        | -                                          | Отборочный матч к ЧЕ 1968                  |
| 39                                         | 17 декабря 1967                            | Лиссабон                                   | Болгария                                   | 0:0                                        | -                                          | Отборочный матч к ЧЕ 1968                  |
| 40                                         | 27 октября 1968                            | Лиссабон                                   | Румыния                                    | 3:0                                        | -                                          | Отборочный матч к ЧМ 1970                  |
| 41                                         | 11 декабря 1968                            | Пирей                                      | Греция                                     | 2:4                                        | 1                                          | Отборочный матч к ЧМ 1970                  |
| 42                                         | 16 апреля 1969                             | Лиссабон                                   | Швейцария                                  | 0:2                                        | -                                          | Отборочный матч к ЧМ 1970                  |
| 43                                         | 4 мая 1969                                 | Порту                                      | Греция                                     | 2:2                                        | 1                                          | Отборочный матч к ЧМ 1970                  |
| 44                                         | 12 октября 1969                            | Бухарест                                   | Румыния                                    | 0:1                                        | -                                          | Отборочный матч к ЧМ 1970                  |
| 45                                         | 2 ноября 1969                              | Берн                                       | Швейцария                                  | 1:1                                        | 1                                          | Отборочный матч к ЧМ 1970                  |
| 46                                         | 14 октября 1970                            | Копенгаген                                 | Дания                                      | 1:0                                        | -                                          | Отборочный матч к ЧЕ 1972                  |
| 47                                         | 17 февраля 1971                            | Брюссель                                   | Бельгия                                    | 0:3                                        | -                                          | Отборочный матч к ЧЕ 1972                  |
| 48                                         | 21 апреля 1971                             | Лиссабон                                   | Шотландия                                  | 2:0                                        | 1                                          | Отборочный матч к ЧЕ 1972                  |
| 49                                         | 12 мая 1971                                | Порту                                      | Дания                                      | 5:0                                        | 1                                          | Отборочный матч к ЧЕ 1972                  |
| 50                                         | 13 октября 1971                            | Глазго                                     | Шотландия                                  | 1:2                                        | -                                          | Отборочный матч к ЧЕ 1972                  |
| 51                                         | 21 ноября 1971                             | Лиссабон                                   | Бельгия                                    | 1:1                                        | -                                          | Отборочный матч к ЧЕ 1972                  |
| 52                                         | 29 марта 1972                              | Лиссабон                                   | Кипр                                       | 4:0                                        | -                                          | Отборочный матч к ЧМ 1974                  |
| 53                                         | 11 июня 1972                               | Натал                                      | Эквадор                                    | 3:0                                        | 1                                          | Кубок независимости Бразилии               |
| 54                                         | 14 июня 1972                               | Ресифи                                     | Иран                                       | 3:0                                        | 1                                          | Кубок независимости Бразилии               |
| 55                                         | 18 июня 1972                               | Ресифи                                     | Чили                                       | 4:1                                        | 1                                          | Кубок независимости Бразилии               |
| 56                                         | 25 июня 1972                               | Ресифи                                     | Ирландия                                   | 2:1                                        | -                                          | Кубок независимости Бразилии               |
| 57                                         | 29 июня 1972                               | Рио-де-Жанейро                             | Аргентина                                  | 3:1                                        | 1                                          | Кубок независимости Бразилии               |
| 58                                         | 2 июля 1972                                | Рио-де-Жанейро                             | Уругвай                                    | 1:1                                        | -                                          | Кубок независимости Бразилии               |
| 59                                         | 6 июля 1972                                | Белу-Оризонти                              | СССР                                       | 1:0                                        | -                                          | Кубок независимости Бразилии               |
| 60                                         | 9 июля 1972                                | Рио-де-Жанейро                             | Бразилия                                   | 0:1                                        | -                                          | Кубок независимости Бразилии               |
| 61                                         | 3 марта 1973                               | Париж                                      | Франция                                    | 2:1                                        | 2                                          | Товарищеский матч                          |
| 62                                         | 28 марта 1973                              | Ковентри                                   | Северная Ирландия                          | 1:1                                        | 1                                          | Отборочный матч к ЧМ 1974                  |
| 63                                         | 2 мая 1973                                 | София                                      | Болгария                                   | 1:2                                        | -                                          | Отборочный матч к ЧМ 1974                  |
| 64                                         | 13 октября 1973                            | Лиссабон                                   | Болгария                                   | 2:2                                        | -                                          | Отборочный матч к ЧМ 1974                  |

Итого: 64 матча / 41 гол; 33 победы, 12 ничьих, 19 поражений.
| Сводная статистика матчей и голов Эйсебио за сборную Португалии | Сводная статистика матчей и голов Эйсебио за сборную Португалии | Сводная статистика матчей и голов Эйсебио за сборную Португалии | Сводная статистика матчей и голов Эйсебио за сборную Португалии | Сводная статистика матчей и голов Эйсебио за сборную Португалии | Сводная статистика матчей и голов Эйсебио за сборную Португалии | Сводная статистика матчей и голов Эйсебио за сборную Португалии | Сводная статистика матчей и голов Эйсебио за сборную Португалии | Сводная статистика матчей и голов Эйсебио за сборную Португалии | Сводная статистика матчей и голов Эйсебио за сборную Португалии | Сводная статистика матчей и голов Эйсебио за сборную Португалии | Сводная статистика матчей и голов Эйсебио за сборную Португалии |
| --------------------------------------------------------------- | --------------------------------------------------------------- | --------------------------------------------------------------- | --------------------------------------------------------------- | --------------------------------------------------------------- | --------------------------------------------------------------- | --------------------------------------------------------------- | --------------------------------------------------------------- | --------------------------------------------------------------- | --------------------------------------------------------------- | --------------------------------------------------------------- | --------------------------------------------------------------- |
| Сборная                                                         | Год                                                             | Финальные матчи ЧМ                                              | Финальные матчи ЧМ                                              | Отборочные матчи ЧМ                                             | Отборочные матчи ЧМ                                             | Отборочные матчи ЧЕ                                             | Отборочные матчи ЧЕ                                             | Товарищеские матчи                                              | Товарищеские матчи                                              | Итого                                                           | Итого                                                           |
| Сборная                                                         | Год                                                             | Игры                                                            | Голы                                                            | Игры                                                            | Голы                                                            | Игры                                                            | Голы                                                            | Игры                                                            | Голы                                                            | Игры                                                            | Голы                                                            |
| Португалия                                                      | 1961                                                            | 0                                                               | 0                                                               | 2                                                               | 1                                                               | 0                                                               | 0                                                               | 0                                                               | 0                                                               | 2                                                               | 1                                                               |
| Португалия                                                      | 1962                                                            | 0                                                               | 0                                                               | 0                                                               | 0                                                               | 2                                                               | 1                                                               | 3                                                               | 1                                                               | 5                                                               | 2                                                               |
| Португалия                                                      | 1963                                                            | 0                                                               | 0                                                               | 0                                                               | 0                                                               | 0                                                               | 0                                                               | 1                                                               | 0                                                               | 1                                                               | 0                                                               |
| Португалия                                                      | 1964                                                            | 0                                                               | 0                                                               | 0                                                               | 0                                                               | 0                                                               | 0                                                               | 6                                                               | 4                                                               | 6                                                               | 4                                                               |
| Португалия                                                      | 1965                                                            | 0                                                               | 0                                                               | 6                                                               | 7                                                               | 0                                                               | 0                                                               | 1                                                               | 0                                                               | 7                                                               | 7                                                               |
| Португалия                                                      | 1966                                                            | 6                                                               | 9                                                               | 0                                                               | 0                                                               | 1                                                               | 0                                                               | 5                                                               | 3                                                               | 12                                                              | 12                                                              |
| Португалия                                                      | 1967                                                            | 0                                                               | 0                                                               | 0                                                               | 0                                                               | 5                                                               | 2                                                               | 1                                                               | 1                                                               | 6                                                               | 3                                                               |
| Португалия                                                      | 1968                                                            | 0                                                               | 0                                                               | 2                                                               | 1                                                               | 0                                                               | 0                                                               | 0                                                               | 0                                                               | 2                                                               | 1                                                               |
| Португалия                                                      | 1969                                                            | 0                                                               | 0                                                               | 4                                                               | 2                                                               | 0                                                               | 0                                                               | 0                                                               | 0                                                               | 4                                                               | 2                                                               |
| Португалия                                                      | 1970                                                            | 0                                                               | 0                                                               | 0                                                               | 0                                                               | 1                                                               | 0                                                               | 0                                                               | 0                                                               | 1                                                               | 0                                                               |
| Португалия                                                      | 1971                                                            | 0                                                               | 0                                                               | 0                                                               | 0                                                               | 5                                                               | 2                                                               | 0                                                               | 0                                                               | 5                                                               | 2                                                               |
| Португалия                                                      | 1972                                                            | 0                                                               | 0                                                               | 1                                                               | 0                                                               | 0                                                               | 0                                                               | 8                                                               | 4                                                               | 9                                                               | 4                                                               |
| Португалия                                                      | 1973                                                            | 0                                                               | 0                                                               | 3                                                               | 1                                                               | 0                                                               | 0                                                               | 1                                                               | 2                                                               | 4                                                               | 3                                                               |
| Итого                                                           | Итого                                                           | 6                                                               | 9                                                               | 18                                                              | 12                                                              | 14                                                              | 5                                                               | 26                                                              | 15                                                              | 64                                                              | 41                                                              |

## Факты
Польский футболист Эузебиуш Смолярек (Euzebiusz Smolarek), трижды лучший футболист страны, был назван своим не менее знаменитым отцом в честь Эйсебио.